# Saurimo
Saurimo är en provinshuvudstad i Angola.   Den ligger i provinsen Lunda Sul, i den nordöstra delen av landet, 800 kilometer öster om huvudstaden Luanda. Saurimo ligger 1 071 meter över havet och antalet invånare är 40 498.

## Terräng och klimat
Terrängen runt Saurimo är platt, och sluttar västerut. Det finns inga andra samhällen i närheten. 
I omgivningarna runt Saurimo växer huvudsakligen savannskog. Runt Saurimo är det mycket glesbefolkat, med 2 invånare per kvadratkilometer.